# Leurophyllidium
Leurophyllidium is een geslacht van rechtvleugeligen uit de familie sabelsprinkhanen (Tettigoniidae). De wetenschappelijke naam van dit geslacht is voor het eerst geldig gepubliceerd in 1954 door Beier.

## Soorten
Het geslacht Leurophyllidium  is monotypisch en omvat slechts de volgende soort:
- Leurophyllidium maculipenne (Serville, 1838)